# Pla de la Ferradura
El Pla de la Ferradura és un pla agrícola del terme municipal de Castellcir, al Moianès. És a prop i al sud del mateix poble de Castellcir, a continuació del mateix nucli de població. És a l'esquerra del torrent de la Vall Jussana, a llevant dels Horts de la Vall. Es tracta d'un pla que rep aquest nom per la forma del pla mateix.